# William Tubbs
William C. Tubbs, né le 10 mai 1907 à Milwaukee (Wisconsin) et mort le 25 janvier 1953 à Londres (Angleterre), est un acteur américain.

## Biographie
William Tubbs débute au théâtre et joue notamment à Broadway (New York) dans trois pièces, respectivement en décembre 1943, d'août 1944 à janvier 1945 (Catherine II de Mae West, avec celle-ci dans le rôle-titre et Gene Barry), et enfin en mars 1945.
Puis il s'établit en Europe où il mène sa carrière au cinéma, principalement en Italie. Il contribue ainsi à des films italiens, français ou en coproduction, dont Païsa (son premier film, 1946, avec Maria Michi) et Europe 51 (1952, avec Ingrid Bergman et Alexander Knox), tous deux réalisés par Roberto Rossellini, Édouard et Caroline de Jacques Becker (avec Daniel Gélin et Anne Vernon) et Gendarmes et Voleurs de Mario Monicelli et Steno (avec Totò et Aldo Fabrizi), tous deux sortis en 1951, ou encore Le Carrosse d'or de Jean Renoir (1952, avec Anna Magnani et Jean Debucourt).
S'ajoute le péplum américain Quo vadis de Mervyn LeRoy (1951, avec Robert Taylor et Deborah Kerr), tourné en Italie. Le dernier des vingt films de William Tubbs est Le Salaire de la peur d'Henri-Georges Clouzot (avec Yves Montand et Charles Vanel), sorti le 22 avril 1953, près de trois mois après sa mort prématurée à Londres, à 45 ans.

## Théâtre à Broadway (intégrale)
- 1943 : The Patriots (en) de Sidney Kingsley : Jacob
- 1944-1945 : Catherine II (en) (Catherine Was Great) de Mae West, production de Michael Todd : un conseiller
- 1945 : Happily Ever After de Donald Kirkley et Howard Burman, mise en scène de Crane Wilbur : Dinty

## Filmographie partielle
- 1946 : Païsa (Paisà) de Roberto Rossellini : l'aumonier militaire américain Bill Martin (le prêtre catholique)
- 1949 : Les Pirates de Capri (I pirati di Capri) de Giuseppe Maria Scotese et Edgar G. Ulmer : Pignatelli
- 1949 : Au diable la célébrité (Al diavolo la celebrità) de Mario Monicelli et Steno : Antonio
- 1950 : Mon frère a peur des femmes (L'inafferabile 12) de Mario Mattoli : le directeur de La Roma
- 1950 : Taxi de nuit (Taxi di notte) de Carmine Gallone : William Simon
- 1951 : Le Cap de l'Espérance de Raymond Bernard : Rinaldi
- 1951 : Gendarmes et Voleurs (Guardie e ladri) de Mario Monicelli et Steno : M. Locuzzo, le touriste américain
- 1951 : Édouard et Caroline de Jacques Becker : Spencer Borch
- 1951 : Trois Pas au Nord (Three Steps North) de W. Lee Wilder : Jack Conway
- 1951 : Quo vadis de Mervyn LeRoy : Anaxander
- 1952 : La Machine à tuer les méchants (La macchina ammazzacattivi) de Roberto Rossellini : le touriste américain
- 1952 : Le Carrosse d'or de Jean Renoir : l'aubergiste
- 1952 : Europe 51 (Europa '51) de Roberto Rossellini : le professeur Alessandrini
- 1953 : Le Salaire de la peur d'Henri-Georges Clouzot : Bill O'Brien